# Onitis jeanneli
Onitis jeanneli är en skalbaggsart som beskrevs av Emile Janssens 1942. Onitis jeanneli ingår i släktet Onitis och familjen bladhorningar. Inga underarter finns listade i Catalogue of Life.